# Museo nacional de Togo
El Museo nacional de Cartago (en francés: Musée national du Togo) es una institución nacional con fines culturales y educativos en el país africano de Togo. Situado en una de las salas del Centro de Convención de Lomé, su misión es la conservación y mejora del patrimonio de Togo.
A pesar de que el primer museo fue fundado en 1950, es en el año 1974, que enriquece sus colecciones con el gran legado del historiador Hubert Kponton que decide vender la totalidad de sus colecciones personales al ministerio de la cultura, siempre que se comprometieran a mantenerlas y desarrollarlas. El 26 de abril de 1975, el nuevo Museo Nacional de Togo fue inaugurado con gran pompa por las principales autoridades culturales de la república.